# Distrito de Kanungu
Kanungu es un distrito ubicado en Uganda. Como otros distritos de Uganda, su nombre lo debe a su principal ciudad, Kanungu.

## Historia
El distrito de Kanungu abarca un condado con nueve sub-condados y un consejo de la ciudad, 50 parroquias, cuatro salas en el consejo de la ciudad y 415 aldeas. Es un distrito nuevo, siendo creado por el sexto parlamento de la República de Uganda.
El 1 de julio de 2001 se creó este distrito, que posee fronteras con la República Democrática del Congo.

## Infraestructuras
Caminos: El distrito tiene una red de caminos bien distribuida y vías de acceso a la comunidad.
Aeropuertos: Hay un par de aeropuertos pequeños aquí que son el Kayonza Tea Factory, y Ishasha Sector of Queen Elizabeth National Park.
- Datos: Q1032245
- Multimedia: Kanungu District / Q1032245